# 比勒 (上莱茵省)
比勒（法語：Buhl，法語發音：[byl] ⓘ）是法国上莱茵省的一个市镇，属于坦恩-盖布维莱尔区。

## 地理
比勒（47°55'40"N, 7°11'11"E）面积8.8 平方千米，位于法国大東部大區上莱茵省，该省份为法国东部内陆省份，是阿尔萨斯的一部分，今与下莱茵省组成了阿尔萨斯欧洲集体，其北临下莱茵省，西接孚日省，西南接贝尔福地区省，东侧沿莱茵河与德国相望，南与瑞士接壤。
与比勒接壤的市镇（或旧市镇、城区）包括：盖布维莱尔、贝尔戈尔特兹泽、盖布维莱尔附近林巴克、米尔巴克、劳滕巴克、洛唐巴克泽、奥尔什维尔。
比勒的时区为UTC+01:00、UTC+02:00（夏令时）。

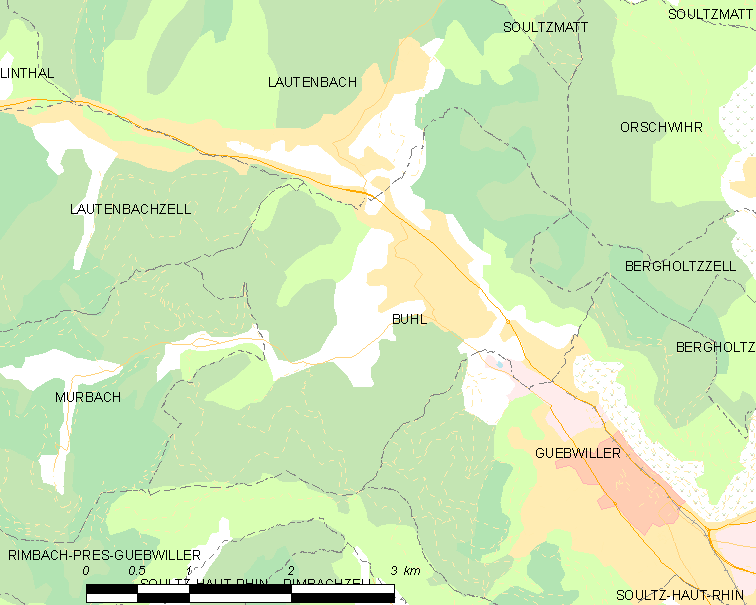
比勒的OSM定位图

## 行政
比勒的邮政编码为68530，INSEE市镇编码为68058。

## 政治
比勒所属的省级选区为盖布维莱尔县。

## 人口

1962-2008年间比勒人口变化图示

比勒于2022年1月1日时的人口数量为3122人。